# Brachyodina depressa
Brachyodina depressa är en tvåvingeart som först beskrevs av James 1967.  Brachyodina depressa ingår i släktet Brachyodina och familjen vapenflugor.
Artens utbredningsområde är Dominica. Inga underarter finns listade i Catalogue of Life.